# Законски статус конопље
| Легално или суштински легално Нелегално, али декриминализовано Нелегално, али се закон не примењује | Нелегално Нема информација |

Конопља је у међународним конвенцијама проглашена опојном дрогом и у многим земљама је законом забрањена за уживање, а та забрана најчешће погађа и њену индустријску и сваку другу употребу.
Главни проблем у закону је разликовање типова конопље који поседују психоактивна својства од типова који немају психоактивни састојак ТХЦ. Узгајиваче конопље директно погађа и обесхрабрује деловање служби државне контроле засновано на поистовећивању индијске и индустријске конопље. На пример, преко 90% конопље које су 1990-их америчке државне агенције (понајвише DEA - Drug Enforsement Agency) заплениле и уништиле, отпада на некултивисану (дивљу) конопљу која углавном не поседује психоактивне састојке. Тако у „рату против дрога“ уз примерке врсте који су циљани због психоактивних састојака, као колатерална жртва пада и индустријска конопља.
После времена прохибиције конопље, која је почела 1930-их, од 1970-их се у многим земљама јавља тренд декриминализације конопље. У целој западној Европи је конопља фактички декриминализована (негде законском регулативом, негде толерисањем), осим у Француској.

## Закони европских земаља
Шпанија: Лична употребна и кућно узгајање конопље је декриминализовано, а куповина и продаја остају кривично дело.
Холандија: Лична употребна и кућно узгајање конопље је декриминализовано, а трава се продаје у кофи шоповима.